# Pedro Reyes
Pedro Antonio Reyes González (13 de novembre de 1972) és un exfutbolista xilè.

## Selecció de Xile
Va formar part de l'equip xilè a la Copa del Món de 1998.